# 加賀温泉郷フェス
加賀温泉郷フェス（かがおんせんきょうフェス）は、2012年より加賀温泉郷で開催されている音楽フェスティバルである。通称・加賀フェス。

## 概要
“温泉と音楽の融合”をテーマに行われる音楽フェス。
2011年の東日本大震災による節電・自粛ムードによる加賀温泉郷の宿泊客減少に悩んでいたところ、九州新幹線開業のCM（「祝!九州」）を参考に、「LADY KAGA」（レディー・カガ）のWeb動画を制作。その反響が大きかった反面、実際には動画のように加賀温泉駅にレディー・カガがいるわけではなく失望した旅行客もいたことから、リアルイベント「レディー・カガフェス」を開催しようと思い立つ。福島県のロックフェス「風とロック芋煮会」に影響を受け、音楽フェス形態として開催することに決めた。
初開催となる2012年から2015年までは、片山津温泉に近い柴山潟湖畔公園を会場とした野外フェスとして開催されていたが、騒音の問題もあって、2016年以降は当フェスの実行委員長・萬谷浩幸が経営している山代温泉の旅館・瑠璃光を会場としている。
東京の温浴施設で行われている音楽イベント「湯会」とのコラボレーションにより、2017年より大宴会場に設けられたステージの名称を「大宴会場・湯会ステージ」としている。
2020年は新型コロナウイルス感染症のため開催を見送り。2023年、会場をみやびの宿 加賀百万石に変更して4年ぶりに開催されることがアナウンスされた。

## 2012年
- 9月29日 RECEPTION PARTY 山代温泉・はづちを
  - 出演：大石将紀、羽賀浩規・谷藤邦範（花園禅塾）
- 9月30日 加賀温泉郷フェス 柴山潟湖畔公園
  - Main Stage：JAZZPRESSO(DJ)、大石将紀(OA)、谷口崇(OA)、渡辺俊美、元ちとせ、畠山美由紀、TOKYO NO.1 SOUL SET、スチャダラパー、EGO-WRAPPIN'
  - Free Stage：Spring-Roll、A(c)、ザ・ノドグロズ、Cubizm、BLACKS、アカツキ.、森田観光、Bang of Life、NINGEN OK
- 9月30日 AFTER PARTY 山代温泉・葉渡莉CLUB21
  - 出演：10℃・EVIS BEATS(DJ)、UDON BEURGER
※フェス本編が台風により途中で中止となったため、急遽フェス出演者によるアコースティックライブを実施した[3]。

## 2013年
- 9月6日 ビッケとカツマーレーの加賀フェス前夜祭だヨ！全員集合！  山代温泉・はづちを楽堂
- 9月7・8日 加賀温泉郷フェス2013 柴山潟湖畔公園
  - メインステージ
    - 7日：おお雨（おおはた雄一+坂本美雨）、かせきさいだぁ&ハグトーンズ、カツマーレー&The SOUL KITCHEN、Double Famous、TOKYO No.1 SOUL SET、元ちとせ、堀込泰行、渡辺俊美
    - 8日：スチャダラパー、関谷友加里トリオと田中ゆうこ、neco眠る、畠山美由紀、ヒックスヴィル、平賀さち枝、松本ラフ、レキシ

  - サブステージ
    - 7日：アカツキ、OVERDRIVE NEGATIVE、大森洋平、The Donor、Jumpin'、橙、千寿、nonchamp、森田観光
    - 8日：A(c)、couchcase、Cubizm、にぼし、NINGEN OK、Bang of Life、MI-YU、RED-JETS、YOCO ORGAN
- 9月8日 エクストラステージ in 片山津温泉 あいあい広場
  - 出演：ビッケとカツマーレー、リリー・フランキー
- 9月8日 エクストラステージ in 山代温泉 葉渡莉CLUB21
  - 出演：川辺ヒロシ（TOKYO No.1SOUL SET)、やついいちろう、EVISBEATS、JUDO

## 2014年
- 9月20日 加賀フェス前夜祭in山代温泉 葉渡莉CLUB21
  - 出演：アップアップガールズ（仮）、OCCHIII、VENUS・KAWAMURA YUKI、GAPIN、kalapattar、J.A.G.U.A.R.、せのしすたぁ、DJ CARP、トーニャハーディング、Nachu、ナマコプリ、Negicco、みひろ、レディー・カガ
- 9月21日 加賀温泉郷フェス2014 柴山潟湖畔公園
  - 大宴会場（メインステージ）：ルルルルズ、Homecomings、neco眠る、bonobos、浅草ジンタ、グッドモーニングアメリカ、一十三十一、TOKYO No.1 SOUL SET、ビッケとカツマーレー
  - 中宴会場（サブステージ）：カツマーレー&The SOUL KITCHEN、HALCA（HALCALI）、DJみそしるとMCごはん、環ROY、水曜日のカンパネラ、チャラン・ポ・ランタン、HELクライム feat.ナマコプリ、TOWA TEI、OL Killer

## 2015年
- 9月2日 加賀フェス前夜祭 in 山代温泉 葉渡莉CLUB21
  - 出演：せのしすたぁ、根本宗子、直井卓俊、TAICHI MASTER
- 9月3日 加賀温泉郷フェス2015 柴山潟湖畔公園
  - 大宴会場：Homecomings、カラスは真っ白、片想い、環ROY×U-zhaan×鎮座DOPENESS、OL killer、TOKYO No.1 SUOL SET、N'夙川BOYS、ビッケとカツマーレ
  - 中宴会場：DJ加賀温泉、YOCO ORGAN、TREKKIE TRAX feat.ナマコプリ、PARK GOLF、Yun*chi、くもゆき、tofubeats
- 9月3日 加賀フェスアフターパーティー in 山代温泉 葉渡莉CLUB21
  - 出演：アップアップガールズ（仮）、Especia、Negicco、あさちる、DJ CARP、Nachu、トーニャハーディング、J.A.G.U.A.R.、OCCHIII、禁断の多数決（DJセット）スペシャルゲストNOPPAL

## 2016年
- 7月22日 加賀フェス前夜祭@カガテラス 加賀温泉駅前・カガテラス
  - 出演：ゆけむりDJs（DJ CARP、J.A.G.U.A.R.、トーニャハーディング、Nachu）
- 7月23日 加賀温泉郷フェス2016 山代温泉・瑠璃光
  -   クラブステージ（シアター&クラブ 能残月）：せのしすたぁ、YOCO ORGAN、Yun*chi、BUDDHAHOUSE、三毛猫ホームレス、Masayoshi Iimori、根本宗子、Taku Takahashi、m.c.A・T、藤井隆、TOWA TEI、砂原良徳、tofubeats
  -   ライブステージ（コンベンションホール花離宮）：Vampillilon（Vampillia+西浦謙助）、ASA-CHANG&巡礼、土岐麻子、野宮真貴、TOKYO No.1 SOUL SET、忘れらんねえよ
  -   DJラウンジ（喫茶 さい川）：DJ加賀温泉、ココナツ・ホリデーズ、ノンブラリ、DJフクタケ、カツマーレー&The SOUL KITCHEN、ヴィーナス・カワムラユキ、ナマコプリ、あさちる、サワサキヨシヒロ
  -   大宴会場ステージ（宴会場 平安）：中嶋春陽、吉田凜音、虹のコンキスタドール、新しい学校のリーダーズ、TAICHI MASTER、P.O.P、fu mou、Maison book girl、Nachu, lyrical school、トーニャハーディング、ゆるめるモ！、J.A.G.U.A.R.、アップアップガールズ（仮）、DJ CARP

## 2017年
- 7月21日 加賀フェス前夜祭 in 葉渡莉 葉渡莉CLUB21
  - 出演：ゆけむりDJs（DJ CARP、J.A.G.U.A.R.、トーニャハーディング、Nachu）、寺嶋由芙、中嶋春陽
- 7月22日 加賀温泉郷フェス2017 山代温泉・瑠璃光
  -   クラブステージ：DJ moe、kz(livetune)、DJ Hello Kitty、藤井隆、映画「TIL(Tokyo Internet Love)」、演劇「もう1回遊べるドン♪」、DORIAN、TOWA TEI、tofubeats、TOMOYUKI TNANKA (FPM)
  -   ライブステージ：マキタスポーツ、TOKYO No.1 SOUL SET、土岐麻子、ラブリーサマーちゃん、野宮真貴、Sugar's Campaign
  -   大宴会場・湯会ステージ：中嶋春陽 with ゆけむりDJs、YANAKIKU、トーニャハーディング、Nachu、寺嶋由芙、バンドじゃないもん!、J.A.G.U.A.R.、大森靖子、DJ CARP
  -   ラウンジステージ：DJ加賀温泉 with 山代ゆげ太郎、DJ Hello Kitty、YOCO ROGAN、掟ポルシェ、Homecomings、ナマコプリ、あさちる、ヴィーナス・カワムラユキ、DJモーモーミルク（今川宇宙）、タイチマスター、Jay Zimmermann、dj sleeper、モーリー・ロバートソン
  -   トロピカルステージ（カラオケパブ トロピカルナイト）：せのしすたぁ、禁断の多数決、カツマーレーのウクレレ体験、カツマーレー&The SOUL KITCHEN、P.O.P、P.O.P&マチーデフのフリースタイルラップ体験、増田ぴろよのガーランドづくり体験、DJ micro、tanaka scat
- 7月22日 加賀フェスアフターパーティーin 葉渡莉 葉渡莉CLUB21
  - 出演：DJ汐りんご、PandaBoY、BUDDHAHOUSE、kei。、DJ EVANGELION、Yun*chi

## 2018年
- 7月20日 加賀フェス前夜祭 in 葉渡莉 葉渡莉CLUB21
  - 出演：寺嶋由芙、中嶋春陽、asuka ando、桶〜ストラ、ゆけむりDJs、山下メロ
- 7月21日 加賀温泉郷フェス2018 瑠璃光
  -   クラブステージ：YonYon、☆Taku Takahashi、DJ Hello Kitty、映画「アイスと雨音」、Masayoshi Iimori、DOTAMA、tofubeats、Mijk van Dijk、TOWA TEI、Seiho
  -   ラウンジステージ：DJ加賀温泉、DJ Hello Kitty、ろるらり、ゆnovation、ナツ・サマー&クニモンド瀧口、KASHIF、カワムラユキ、TOBY、寺田創一、モーリー・ロバートソン、dj sleeper、DJピエール中野（凛として時雨）
  -   ライブステージ：AND LORELEI、THREE1989、土岐麻子、椿鬼奴&レイザーラモンRG&m.c.A・T、蓮沼執太&ユザーン、TOKYO No.1 SOUL SET、スカート、平賀さち枝とホームカミングス
  -   トロピカルステージ：Opus Inn、あさちる、ナマコプリ、ほろよひ音楽堂（今川宇宙）、カツマーレー&TheSOULKITCHEN、P.O.P、asuka ando、YOCO ORGAN、Yun*chi、Yunomi、TORIENA
  -   大宴会場・湯会ステージ：ゆけむりDJs、中嶋春陽、虹のコンキスタドール、寺嶋由芙、東京パフォーマンスドール、Maison book girl、lyrical school、Nach、大森靖子、J.A.G.U.A.R.、バンドじゃないもん!、DJ CARP
  -   プールステージ：オモテカホ、せのしすたぁ、ジョニー大蔵大臣、PHOENIX+tanaka scat
  -   大浴場ステージ（大浴場（男））：oshow&神一、YOCO ORGAN、アフロマンス、with P.O.P &マチーデフ、ゆけむりDJs、TJO
- 7月21日 加賀フェスアフターパーティーin 葉渡莉「KAGAMOG」 葉渡莉CLUB21
  - 出演：DJ WILDPARTY、DJ 汐りんご、kei。、DJ EVANGELION、DJ kaw*kaw

## 2019年
- 7月19日 加賀温泉郷フェス2019 前夜祭 in 葉渡莉 葉渡莉CLUB21
  - 出演：寺嶋由芙、ゆけむりDJs、脇田もなり、ぱいぱいでか美
- 7月20日 加賀温泉郷フェス2019 瑠璃光
  -   ラウンジステージ：DJ加賀温泉、xiangyu、Kenmochi Hidefumi、4s4ki、おかもとえみ、Omodaka、カワムラユキ、川辺ヒロシ、dj sleeper
  -   クラブステージ：Sakiko Osawa、パソコン音楽クラブ、ZOMBIE-CHANG、TOWA TEI、映画「放課後ソーダ日和」、枝優花[注 1]トークショー&塩塚モエカ（羊文学）ミニライブ、☆Taku Takahashi、tofubeats、SEKITOVA
  -   ライブステージ：七尾旅人、土岐麻子、レイザーラモンRG&椿鬼奴、浜崎貴司とASA-CHANG、TOKYO No.1 SOUL SET、bird、トリプルファイヤー
  -   トロピカルステージ：The Wisely Brothers、AND LORELEI、今川宇宙の夢日記、Yun*chi、Homecomings、THREE 1989、ラブリーサマーちゃん
  -   大宴会場・湯会ステージ：sora tob sakana、クロスノエシス、クマリデパート、amiinA、寺嶋由芙、Maison book girl、Nachu、ZOC、J.A.G.U.A.R、lyrical school、DJ CARP
  -   プールステージ：RINGO MUSUME（りんご娘）、IDOLATER、オモテカホ、空野青空、ゆけむりDJs、P.O.P
  -   ボイラーステージ：MCウクダダと MC i know、よいまつり、北見えり、シバノソウ、電影と少年CQ、YOCO ORGAN、せのしすたぁ
  - トークショー：寺嶋由芙&ぱいぱいでか美、しまおまほ&川辺ヒロシ、しまおまほ&石井啓一（陶芸家）
- 7月20日 加賀温泉郷フェス2019 アフターパーティー in 森の栖 ⼭代温泉・森の栖
  - 出演：Avec Avec(LIVE SET)、in the blue shirt、Tomggg、PARKGOLF、Yackle、春ねむり

## 2023年
- 7月15日 中夜祭
  - 出演者：オモテカホ、ゆっきゅん、りんご娘、西金沢少女団、ココナツ・ホリデーズ、YN*C、ゆけむりDJs、今晩DJs
- 7月15日 加賀温泉郷フェス2023 みやびの宿 加賀百万石
  -   クラブステージ：文園太郎、MARMELO、ASOBOiSM、呂布カルマ、水曜日のカンパネラ、STUTS
  -   宴会場ステージ：ラブリーサマーちゃん、畳野彩加、butaji、柴田聡子、奇妙礼太郎
  -   ラウンジステージ：DJ加賀温泉、OCHA NORMA、小西康陽、りんご娘、ゆけむりDJs、あさちる、dj sleeper、Yackle、Aiobahn
  -   大浴場ステージ：オモテカホ、せのしすたぁ、ゆっきゅん